# 阿尔瓦罗·奥夫雷贡区

所在位置

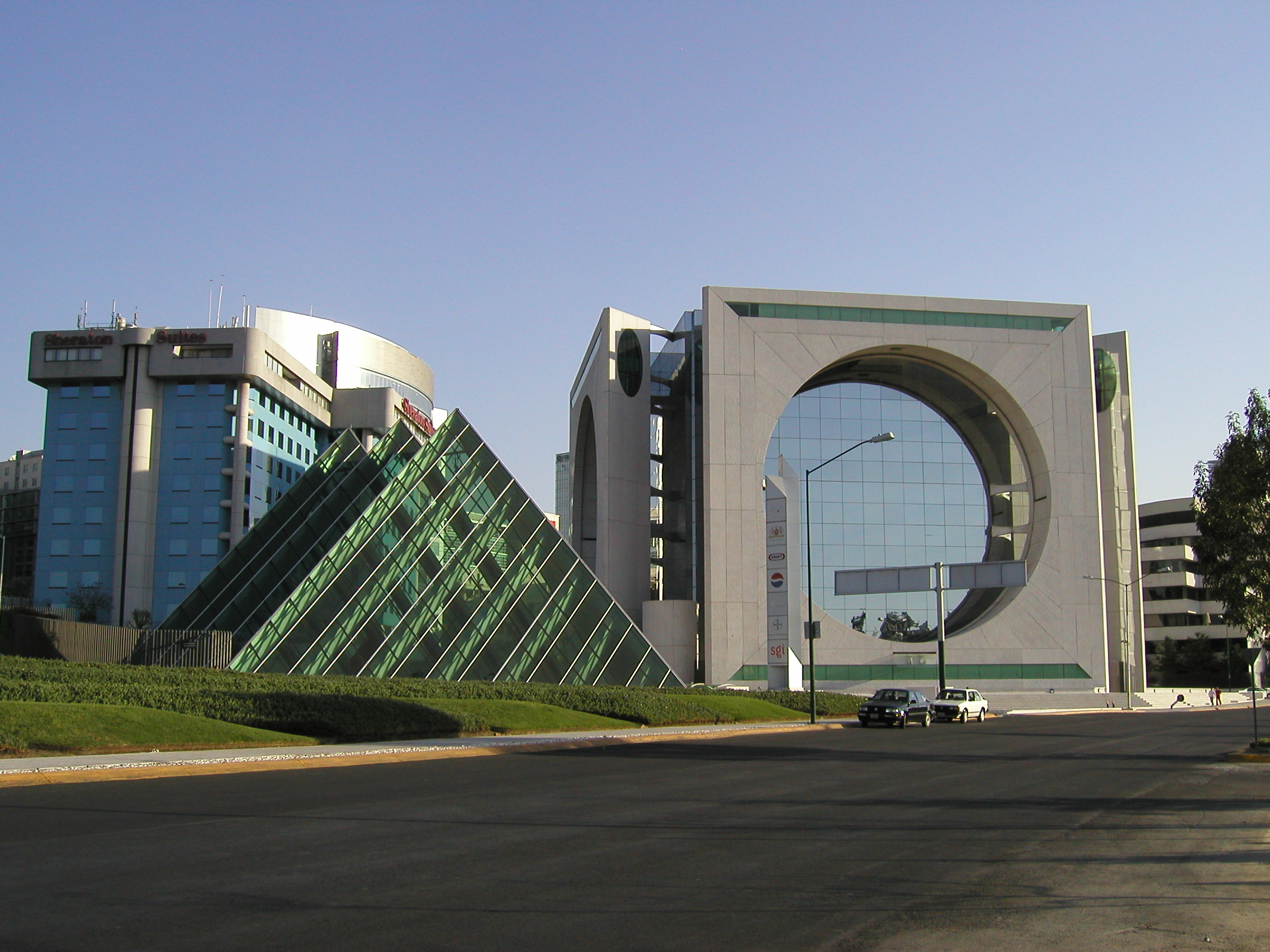

阿尔瓦罗·奥夫雷贡区（西班牙語：Álvaro Obregón，发音[ˈalβaɾo oβɾeˈɣon]），墨西哥首都墨西哥城的一个辖区，位于墨西哥城西部。总面积88.79平方公里，总人口727,034（2010年）。阿尔瓦罗·奥夫雷贡区得名于墨西哥革命者、前总统阿尔瓦罗·奥夫雷贡。